# بيسو دا ريغوا
بيسو دا ريغوا هي مدينة من مدن البرتغال. يبلغ عدد سكانها 17,131 نسمة وذلك حسب إحصائيات سنة 2011.

## أعلام
- أنطونيا فيريرا
- جواو دي ليموس